# Клюїстон (Флорида)
Клюїстон (англ. Clewiston) — місто (англ. city) в США, в окрузі Гендрі штату Флорида. Населення — 7327 осіб (2020).

## Географія
Клюїстон розташований за координатами 26°45′10″ пн. ш. 80°56′21″ зх. д. / 26.75278° пн. ш. 80.93917° зх. д. (26.752811, -80.939194).  За даними Бюро перепису населення США в 2010 році місто мало площу 12,23 км², з яких 12,16 км² — суходіл та 0,07 км² — водойми.

## Демографія
Згідно з переписом 2010 року, у місті мешкало 7155 осіб у 2320 домогосподарствах у складі 1748 родин. Густота населення становила 585 осіб/км².  Було 2684 помешкання (220/км²).
Расовий склад населення:
| - 61,4 % — білих - 12,7 % — чорних або афроамериканців - 2,3 % — азіатів - 0,8 % — корінних американців - 19,8 % — осіб інших рас |

До двох чи більше рас належало 2,9 %. Частка іспаномовних становила 48,7 % від усіх жителів.
За віковим діапазоном населення розподілялося таким чином: 27,0 % — особи молодші 18 років, 61,1 % — особи у віці 18—64 років, 11,9 % — особи у віці 65 років та старші. Медіана віку мешканця становила 33,8 року. На 100 осіб жіночої статі у місті припадало 106,0 чоловіків;  на 100 жінок у віці від 18 років та старших — 107,9 чоловіків також старших 18 років.
Середній дохід на одне домашнє господарство  становив 66 541 долар США (медіана — 40 172), а середній дохід на одну сім'ю — 76 495 доларів (медіана — 60 179). Медіана доходів становила 36 618 доларів для чоловіків та 30 208 доларів для жінок. За межею бідності перебувало 17,1 % осіб, у тому числі 20,9 % дітей у віці до 18 років та 15,6 % осіб у віці 65 років та старших.
Цивільне працевлаштоване населення становило 3332 особи. Основні галузі зайнятості: сільське господарство, лісництво, риболовля — 24,7 %, освіта, охорона здоров'я та соціальна допомога — 22,4 %, мистецтво, розваги та відпочинок — 10,4 %, роздрібна торгівля — 8,8 %.